# Pempelia formosa
Pempelia formosa là một loài bướm đêm thuộc họ Pyralidae. Loài này có ở châu Âu.
Sải cánh dài 20–23 mm. Con trưởng thành bay làm một đợt từ tháng 7 đến tháng 8 .
Sâu bướm ăn các loài du.